# فدراسیون سوریه
فدراسیون سوریه (به فرانسوی: Fédération syrienne) (به عربی: الاتحاد السوري) نظامی است که به وسیلهٔ قیمومت فرانسه بر سوریه به موجب فرمان هانری گورو در تاریخ ۲۸ ژوئن ۱۹۲۲ تشکیل شد که مجلس نمایندگان حکومت فدرال و رئیس فدرال یعنی صحبی برکات را هانری گورو شخصاً انتخاب نمود.
این فدراسیون تنها حکومت فدرالی است که در تاریخ سوریه جدید ایجاد شده‌است.